# Sydsudan i olympiska sommarspelen 2020
Sydsudan deltog med en trupp på två idrottare vid de olympiska sommarspelen 2020 i Tokyo som hölls mellan den 23 juli och 8 augusti 2021 efter att ha blivit framflyttad ett år på grund av coronaviruspandemin. Det var andra sommar-OS som Sydsudan deltog vid. Ingen av landets deltagare erövrade någon medalj.

## Friidrott
Förkortningar
- Notera– Placeringar avser endast det specifika heatet.
- Q = Tog sig vidare till nästa omgång
- q = Tog sig vidare till nästa omgång som den snabbaste förloraren eller, i teknikgrenarna, genom placering utan att nå kvalgränsen
- i.u. = Omgången fanns inte i grenen
- Bye = Idrottaren behövde inte tävla i omgången

Gång- och löpgrenar
| Idrottare    | Gren              | Heat         | Heat      | Semifinal        | Semifinal        | Final            | Final            |
| Idrottare    | Gren              | Resultat     | Placering | Resultat         | Placering        | Resultat         | Placering        |
| ------------ | ----------------- | ------------ | --------- | ---------------- | ---------------- | ---------------- | ---------------- |
| Abraham Guem | Herrarnas 1 500 m | 3.40,86 0PB0 | 13        | Gick inte vidare | Gick inte vidare | Gick inte vidare | Gick inte vidare |
| Lucia Moris  | Damernas 200 m    | 25,24        | 6         | Gick inte vidare | Gick inte vidare | Gick inte vidare | Gick inte vidare |